# 2008 in de Filipijnen
Dit artikel geeft een overzicht van de belangrijkste gebeurtenissen die in het jaar 2008 op de Filipijnen hebben plaatsgevonden.

## Belangrijke posten
- President - Gloria Macapagal-Arroyo
- Vicepresident - Noli de Castro
- Senaatspresident - Manuel Villar (tot 17 november) - Juan Ponce Enrile (vanaf 17 november)
- Voorzitter van het Filipijnse Huis van Afgevaardigden - Jose de Venecia jr.  (tot 5 februari), Prospero Nograles (vanaf 5 februari)
- Opperrechter van het Filipijns hooggerechtshof - Reynato Puno

## Gebeurtenissen

### Januari
- 2 - Luitenant-generaal Pedrito Cadungog wordt benoemd als nieuwe commandant van de Filipijnse luchtmacht (PAF)
- 18 - Het Filipijnse hooggerechtshof wijst het beroep dat Loren Legarda tegen de verkiezingsuitslag van de vicepresidentsverkiezingen van 2004 had aangespannen, af. Volgens Legarda zou Noli de Castro de verkiezingen door fraude hebben gewonnen.

### Februari
- 5 - De voorzitter van het Huis van Afgevaardigden wordt weggestemd. Zijn opvolger wordt Prospero Nograles.
- 20 - Door de hevige regen in met name Eastern Samar van de afgelopen week zijn zeker 13 doden en enkele tientallen gewonden gevallen. Jipapad en Maslog staan onder water en de noodtoestand is er uitgeroepen.
- 29 - In Manilla demonstreren tienduizenden mensen tegen president Gloria Macapagal-Arroyo. Directe aanleiding is het corruptieschandaal bij de aanbesteding van een nationaal breedbandnetwerk, waarbij de president en haar man betrokken zouden zijn.

### April
- 8 - 9 militairen worden veroordeeld tot lange gevangenisstraffen voor hun aandeel in de Oakwood Muiterij in 2003. De twee leider, Gerardo Gambala en Milo Maestrocampo krijgen allebei 40 jaar cel.
- 14 - Marianito Roque wordt door Gloria Macapagal-Arroyo benoemd als minister van Arbeid en Werk als opvolger van Arturo Brion.

### Mei
- 16 - Bij een bankoverval in de plaats Cabuyao in de Filipijnse provincie Laguna worden acht medewerkers van de bank en een bewaker doodgeschoten. Volgens de politie is het een van de bloedigste bankovervallen uit de geschiedenis van de Filipijnen.
- 19 - Door de tropische storm Halong zijn op de Filipijnen minstens 37 mensen omgekomen en duizenden mensen dakloos geworden. De provincies Pangasinan, La Union, Benguet en Zambaleszijn het zwaarst getroffen.
- 29 - Bij een bomaanslag in de stad Zamboanga City komen 2 mensen om het leven en raken 23 mensen gewond.

### Juni
- 5 - Bij twee branden in een sloppenwijk in het district Tondo in Manilla komen 6 mensen om het leven en raken ongeveer 3000 mensen dakloos.
- 5 - het National Statistics Office (NSO) publiceert het inflatiecijfer van de maand mei 2008. De inflatie is met 9,6% het hoogste in negen jaar tijd, toen de inflatie in januari 1999 10,5% was. De achterliggende oorzaken zijn volgens de regering de hoge voedsel- en brandstofprijzen.
- 6 - Een ziekenhuisafdeling in Makati City wordt gesloten door burgemeester Jejomar Binay nadat in een maand tijd zeker 25 baby's dood zijn gegaan aan een sepsis.
- 8 - Een camerateam van ABS-CBN wordt in de provincie Sulu samen met een professor van de Mindanao State University ontvoerd door leden van de terreurbeweging Abu Sayyaf.
- 12 - Cameraman Angelo Valderama van het op 8 juni ontvoerde team van ABS-CNS wordt vrijgelaten na het betalen van 2 miljoen peso voor "kost en inwoning".
- 17 - De rest van het op 8 juni ontvoerde team van ABS-CNS wordt vrijgelaten. Voor televisie journalist Ces Drilon, cameraman Jimmy Encarnacion and professor Octavio Dinampo werd volgens de politie geen losgeld betaald.
- 20 - Tyfoon Fenshen komt aan land in Samar. Door de tyfoon komen minstens 640 mensen om het leven. Met name de provincie Iloilo wordt zwaar getroffen.
- 28 - Manny Pacquiao wint in Las Vegas de WBC wereldtitel in de categorie lichtgewicht.

### Juli
- 3 - In Pasig City worden voormalig afgevaardigde en mensenrechtenactivist Homobono Adaza, drie voormalige legerkolonels en een voormalig politie-officier opgepakt op beschuldiging van het beramen van een coup tegen president Gloria Macapagal-Arroyo.
- 3 - Bij een aanslag met een granaat in een bakkerij in Nabunturan op het eiland Mindanao komen 4 mensen om het leven en raken 11 anderen gewond. De politie vermoedt dat de aanslag is gepleegd door leden van de New People's Army als vergelding voor het weigeren van het betalen van "revolutionaire" belastingen aan de groepering.
- 8 - Bij Luzon vindt de tweede aardbeving in drie dagen plaats. De aardbeving met een kracht van 5,4 op de schaal van Richter veroorzaakte geen schade. Het epicentrum lag net als drie dagen voordien ongeveer 100 km ten oosten van Baler aldus PHIVOLCS.
- 21 juli - Bij een brand in een sloppenwijk in het district Paco in Manilla raken honderden mensen dakloos.

### Augustus
- 4 - Het Filipijns hooggerechtshof blokkeert de ondertekening van een vredesverdrag tussen de Filipijnse regering en het Moro Islamic Liberation Front die op 15 augustus zou plaatsvinden.
- 5 - De Bangko Sentral ng Pilipinas maakt bekend dat de inflatie in de maand juli 12,2% was. Dit betekent de hoogste inflatie in 17 jaar tijd.
- 11 - In de provincie North Cotabato zijn ongeveer 130.000 mensen op de vlucht geslagen nadat het Filipijnse leger zondag een offensief inzette na het aflopen van een ultimatum aan rebellen van MILF om enkele overwegend christelijke dorpen te verlaten.
- 18 - Bij aanvallen van rebellen van MILF worden 37 mensen vermoord. Ongeveer 44.000 mensen slaan op de vlucht. De rebellen zijn gefrustreerd door het blokkeren van het vredesakkoord door het Filipijns hooggerechtshof op 4 augustus.
- 21 - Typhoon Nuri (PAGASA-naam: Karen) schampt het noorden van Luzon. Veertien mensen komen door het natuurgeweld om het leven en de schade wordt geschat op meer dan miljard peso (ruim 133 miljoen euro).
- 26 - Een C-130 transportvliegtuig van de Filipijns luchtmacht stort neer voor de kust van Davao City. Twee van de negen bemanningsleden zijn dood gevonden. De anderen zijn vermoedelijk ook overleden.

## Overleden
- 1 januari - Eloisa Mabutas (68), columnist van de Manila Times
- 2 januari - Alfredo Montelibano jr. (74), politicus (voormalig gouverneur van de provincie Negros Occidental)
- 15 januari - Eduardo Hontiveros (84), Jezuïet, componist en muzikant
- 28 januari - Crisologo Abines (60), politicus en voormalig afgevaardigde
- 29 januari - Reynaldo Yap (44), politicus en voormalig burgemeester
- 2 februari - Pedro Baban (93), voormalig brigadegeneraal en eerste Igorot in deze functie.
- 8 februari - Victor Dominguez (69), politicus en afgevaardigde.
- 13 februari - David Pamplona (?), burgemeester
- 29 februari - Tino Reynoso (52), voormalig basketbalspeler
- 8 maart - Carol Varga (79), actrice
- 13 maart - Joseph Marañon (73), gouverneur van Negros Occidental
- 17 maart - Rafael Recto (76), politicus
- 25 maart - Chito Madrigal-Collantes (86)
- 28 maart - Nemesio Prudente (80), voormalig voorzitter PUP
- 29 maart - Venicio Escolin (86), voormalig rechter van het Filipijns hooggerechtshof
- 23 april - Loreto Paras-Sulit (99), schrijver
- 8 mei - Jose Feria (91), voormalig rechter van het Filipijns hooggerechtshof
- 20 mei - Crispin Beltran (75), politicus en vakbondsleider
- 25 mei - Dommy Ursua (72), voormalig bokser in de categorie vlieggewicht
- 26 mei - Dolly Aglay (42), journalist bij Reuters en de Philippine Star
- 26 mei - Howlin' Dave (52), radiodiskjockey
- 29 mei - Romeo Brawner (72), commissaris van COMELEC
- 7 juni - Rudy Fernandez (55), acteur
- 7 juni - Danilo Lagbas (56), politicus
- 16 augustus - Lucrecia Kasilag (90), nationaal artiest
- 19 oktober - Rosario Amante (71), politicus en voormalig burgemeester van Cabadbaran
- 4 december - Manuel Yan (88) generaal, diplomaat en vredesonderhandelaar